# 雲峰樓
雲峰樓（何應欽舊居）位於重慶市南岸區黃山，文物遺址年代為1938--1945年。1992年3月19日列為重慶市第二批市級文物保護單位。 2000年9月7日列為第一批重慶市文物保護單位。2013年3月5日列為第七批全國重點文物保護單位。